# Letesenbet Gidey
Letesenbet Gidey (født 20. marts 1998) er en etiopisk langdistanceløber .
Ved sommer-OL 2020 i Tokyo tog Gidey bronze på 10.000 meter.